# Vlag van Lapland (Zweden)

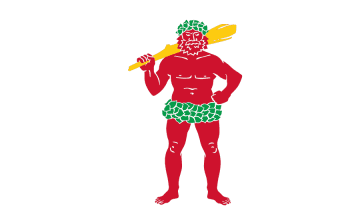
Vlag van Lapland

De vlag van Lapland is de vlag van Lapland, een landschappen in Zweden. De vlag bestaat uit een wit veld met een staande rode wilde met een groene berkenbladerenkrans op zijn hoofd en om zijn lendenen, in zijn rechterhand een gouden knots houdend die op zijn schouder rust. Het is een rechthoekige banier van het wapen van deze Zweedse landschap.
Volgens een onofficiële wapenrol uit de jaren 1580 werd Lapland in Zweden vertegenwoordigd door een wapen met "twee gele ski's in een wit veld" tijdens de begrafenismars van Gustaaf Wasa in 1560. Dit motief werd niet meer gebruikt. De wilde man verschijnt op zijn vroegst op een paar munten die werden uitgegeven ten tijde van de kroning van Karel IX in 1607 en is ook aanwezig op zijn begrafenis in 1612. De kleur van de wilde man zou toen zwart zijn. Daarna kwam er een periode waarin de wilde man in natuurlijke kleuren verscheen. Toen het wapen in 1949 werd aangenomen, kreeg het de huidige beschrijving en werd de wilde man rood. De wilde man is ook te vinden als een groot standbeeld langs de Europese weg 45, in het midden van Storuman.
Het wapen lijkt erg op het wapen van het historische Lapland van Finland, met bijna als enige verschil de heraldische kleuren. Terwijl Zweeds Lapland een rode wilde man in een zilveren veld heeft, heeft Fins Lapland een zilveren wilde man in een rood veld. Het wapen van Fins Lapland heeft ook een kroon. Voor de Vrede van Fredrikshamn (1809) waren de twee Laplands één en dezelfde historische provincie. De veranderingen in de tincturen zijn waarschijnlijk te wijten aan het feit dat vroeger soms de verkeerde tincturen werden gebruikt om afbeeldingen van wapenschilden te maken. Omdat Finland en Zweden nu aparte landen zijn, is het verschil in tinctuur blijven bestaan om de twee Laplands heraldisch praktisch van elkaar te onderscheiden, ook al hebben ze dezelfde taalkundige naam.